# Bruuns Galleri
Bruuns Galleri er et indkøbscenter, der er beliggende i det centrale Aarhus i tilslutning til hovedbanegården, som sammen danner et indendørs areal på omkring 140.000 kvm og 105 butikker. Centret, der ejes af Steen & Strøm, åbnede 12. oktober 2003 og består i dag af 105 lejemål i to plan og CinemaxX-biografer med 2.000 pladser.
Selve centrets areal eksklusiv hovedbanegården er på 90.000 kvm.
Ifølge centrets hjemmeside er Bruuns Galleri Danmarks største citycenter.
I 2010 besøgte 11.142.000 gæster Bruuns Galleri, hvilket gør det til Danmarks mest besøgte shoppingcenter og den mest besøgte shoppingattraktion i Danmark. Til sammenligning havde Danmarks næstmest besøgte center, Field's, 6,8 mio. besøgende i 2010. De 100 butikker omsatte i 2012 for 1,2 milliarder kroner.

## Navnet
Navnet er en henvisning til etatsråd Mads Pagh Bruun, som også har lagt navn til gaderne M.P. Bruuns Gade og Bruuns Bro, som butikscentret er placeret ved.
Galleri henviser ikke til ordrets danske betydning som en butik som udelukkende har specialiseret sig i kunst men det internationale Galleria, som betegner et moderne indkøbscenter. Bruuns Galleri er placeret ca. 250 meter fra Spanien, en gade i Aarhus' midtby.

## Historie
Centret åbnede under store protester fra beboere i området, da de mente, at det ville medføre store trafikale problemer, og at bygningen var for høj. For at forsøge at afhjælpe de trafikale problemer er der bygget en rampe fra Frederiksbro til Bruuns Galleri. Ydermere er fodgængerfeltet, der leder til Strøget, udvidet. At bygningen er højere end det fremstod på de tegninger, som blev fremvist inden byggeriet, har man ikke kunnet gøre noget ved.
Bruuns Galleri ønsker at fortage en stor udvidelse og har undersøgt mulighederne for at udvide henover togsporene ved hovedbanegården og har bl.a. fremlagt en mulig udvidelse til Aarhus Kommune. Planen er at bygge en 300 x 100 m bygning på stolper over togsporene, der både skal indeholde boliger og erhverv.
I 2011 kom det frem, at Bruuns Galleri ønskede at udvide med 30 nye butikker på en etage over en ny busterminal øst for hovedbanegården. Ved at ændre i den eksisterende del af galleriet, kunne der gives plads til yderligere 10-11 butikker.
Det samlede antal nye butikker ventes at udgøre omkring 40-45 fordelt på op til 12.000 nye kvm.
I 2016 afventede butikscenteret dog stadig en byggetilladelse.